# Zasłonak ceglastożółty

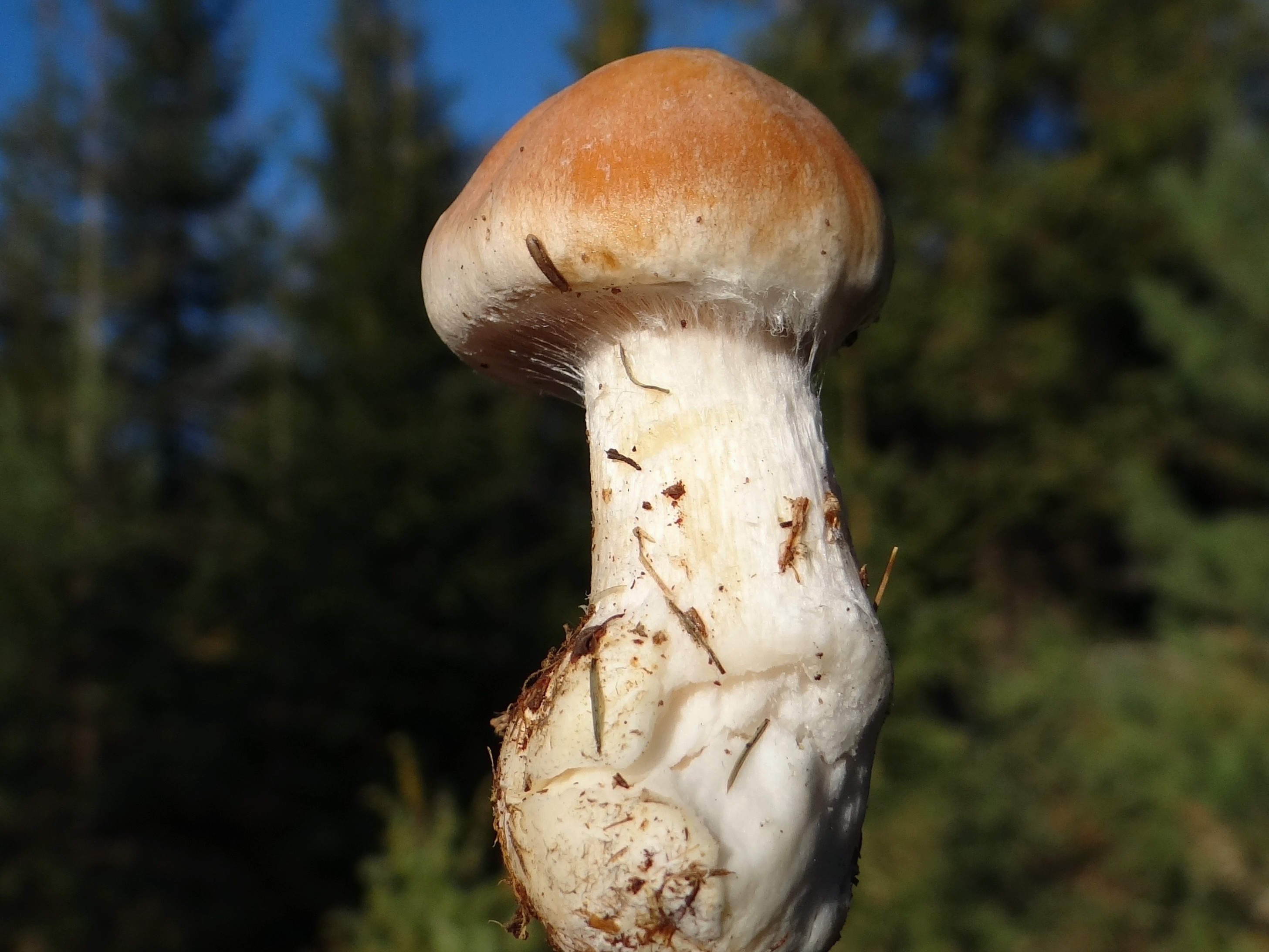
Młody okaz z wyraźną zasnówką

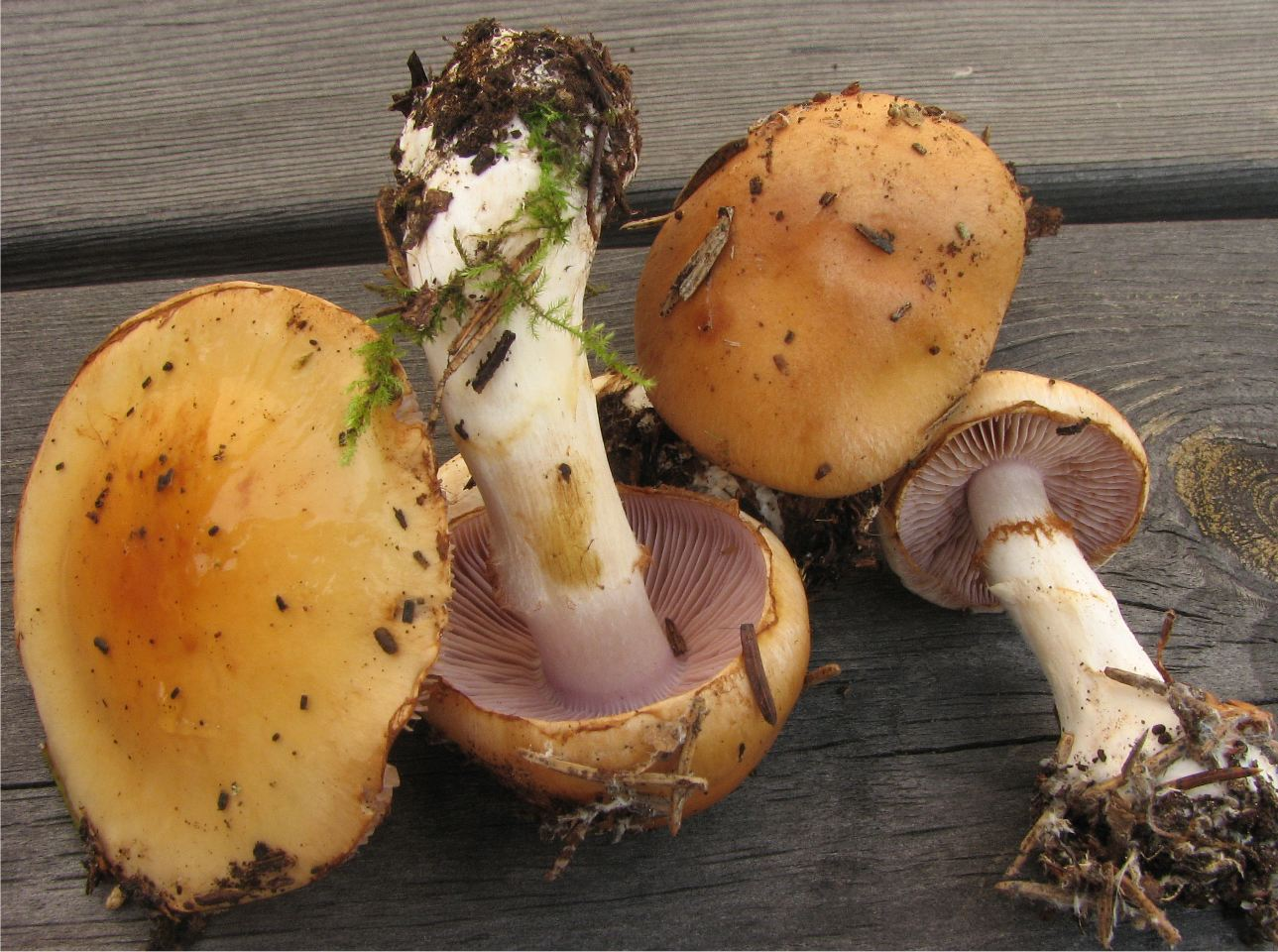

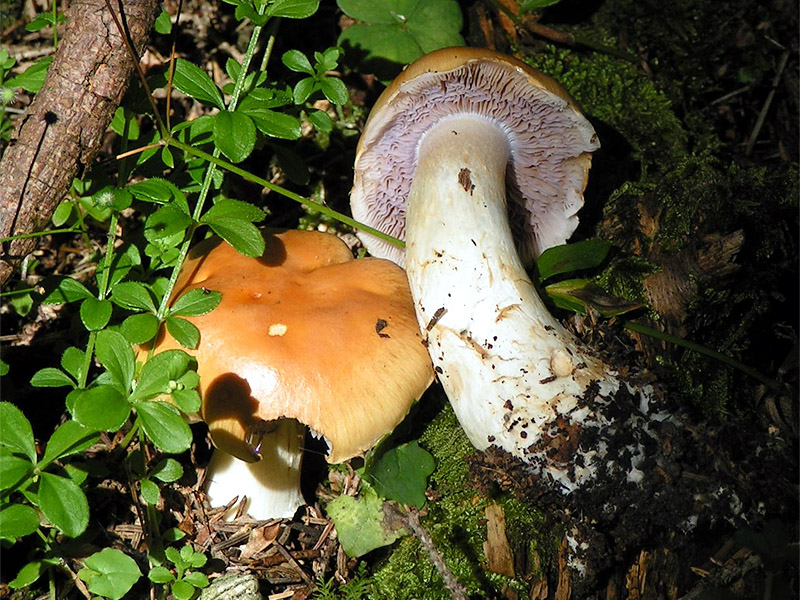

Zasłonak ceglastożółty, zasłonak nijaki (Cortinarius varius (Schaeff.) Fr.) – gatunek grzybów należący do rodziny zasłonakowatych (Cortinariaceae).

## Systematyka i nazewnictwo
Pozycja w klasyfikacji według Index Fungorum: Cortinarius, Cortinariaceae, Agaricales, Agaricomycetidae, Agaricomycetes, Agaricomycotina, Basidiomycota, Fungi.
Po raz pierwszy takson ten zdiagnozował w 1774 r. Jacob Christian Schäffer, nadając mu nazwę Cortinarius varius. Obecną, uznaną przez Index Fungorum nazwę nadał mu w 1838 r. Elias Fries. Niektóre synonimy naukowe:

- Agaricus crustuliniformis Bull. 1812
- Agaricus dasypodius Bull. 1812
- Agaricus decolorans Pers. 1796
- Agaricus lateritius Batsch 1783
- Agaricus varius Schaeff. 1774
- Cortinarius decolorans (Pers.) Fr. 1838
- Phlegmacium decolorans (Pers.) Wünsche 1877
- Phlegmacium varium (Schaeff.) Wünsche 1877

Obydwie nazwy polskie podał Andrzej Nespiak w 1975 r.

## Morfologia
Kapelusz
Średnica 4–9 cm, za młodu półkulisty i otoczony zasnówką, później łukowaty, na koniec rozpostarty. Nie posiada garba, brzeg gładki, ostry i długo pozostaje podwinięty. Powierzchnia gładka, w czasie wilgotnej pogody błyszcząca i śliska, w czasie suchej jedwabiście błyszcząca, barwy od żółtawej do beżowobrązowej.
Blaszki
Przyrośnięte do trzonu, wąskie, o ostrych blaszkach, początkowo jasnoróżowe, później niebieskofioletowe i długo nie zmieniające barwy, w końcu cynamonowobrązowe od zarodników.
Trzon
Pełny, wysokość 5–10 cm, grubość 1–2,5 cm. Kształt pałkowaty, rzadziej walcowaty. U młodych okazów powierzchnia jest biała z lekkim niebieskawym nalotem, później posiada zanikającą strefę zasnówkową, na koniec pokryta jest tylko miejscami bladokremową zasnówką.
Miąższ
Gruby, biały. Smak niewyraźny, zapach niewyczuwalny. Śluz na kapeluszu ma gorzki smak.
Wysyp zarodników
Rdzawobrązowy. Zarodniki o kształcie migdałkowatym, brodawkowane. Rozmiar 10–12 × 6–7 μm.
Gatunki podobne
Istnieje wiele gatunków zasłonaków o żółtej barwie. Ich oznaczenie jest trudne. Gatunki te różnią się m.in. barwą osłony, barwą blaszek i miąższu oraz obrzeżeniem bulwki na trzonie. Podobne są m.in.:
- zasłonak zawoalowany (Cortinarius claricolor). U młodych owocników blaszki są białe lub kremowe[4].
- zasłonak piękny (Cortinarius splendens). Jest śmiertelnie trujący. Na kapeluszu młode owocniki posiadają rdzawobrązowe lub oliwkowobrązowe resztki osłony. Na trzonie bulwa z odstającym kantem[7],
- zasłonak strojny (Cortinarius calochrous) występujący na takich samych siedliskach i w tej samej porze roku[7],
- zasłonak zmiennokształtny (Cortinarius variiformis). Na trzonie występują brązowawe resztki osłony w kształcie wstążki. Rośnie pod dębami i jest rzadki[5].

## Występowanie i siedlisko
Opisano występowanie tego gatunku w Ameryce Północnej i w Europie. W Europie jest szeroko rozprzestrzeniony, w Ameryce Północnej znane są jego stanowiska tylko w zachodnich regionach USA. W Europie Środkowej występuje w rozproszeniu. W Polsce jest dość rzadki, w piśmiennictwie naukowym do 2003 r. podano tylko dwa jego stanowiska (w Tatrzańskim Parku Narodowym i w Kotlinie Rabczańskiej), ale w późniejszych latach podano następne.
Owocniki wyrastają latem i jesienią, w górskich i podgórskich lasach świerkowych, głównie na glebach wapiennych.

## Znaczenie
Grzyb mykoryzowy. Jest jadalny, jednak odradza się jego zbieranie, gdyż bardzo łatwo można go pomylić z innymi, bardzo podobnymi, ale śmiertelnie trującymi gatunkami zasłonaków.